# Amazonka pąsowa
Amazonka pąsowa (Amazona vinacea) – gatunek średniej wielkości ptaka z rodziny papugowatych (Psittacidae) zamieszkujący wschodnią część Ameryki Południowej. Jest zagrożony wyginięciem. Nie wyróżnia się podgatunków.

## Zasięg występowania
Gatunek ten zamieszkuje południowo-wschodnią Brazylię od południowej części stanu Bahia oraz zachodniego Espírito Santo na południe po prowincję Misiones w Argentynie (możliwe, że również północno-wschodni Corrientes) oraz południowo-wschodni Paragwaj.

## Morfologia
Amazonki pąsowe osiągają około 30 cm długości oraz ważą około 370 g. Brak wyraźnego dymorfizmu płciowego. W wyglądzie dominują zielone pióra zakończone ciemnymi krawędziami. Czoło oraz kantarek są czerwone. Pióra na karku są długie, zakończone bladoniebieskim. Nazwa gatunkowa wzięła się od liliowoczerwonej piersi. Lotki są turkusowe. Lusterko na skrzydle oraz sterówki u podstawy ogona są czerwone. Dziób jest różowoczerwony, zakończony żółtawym. Młode osobniki różnią się bledszym kantarkiem, a dziób jest czerwony jedynie u jego podstawy.

## Ekologia i zachowanie

### Środowisko
Amazonki pąsowe zamieszkują tereny do 2000 m n.p.m. (jest to wysokość maksymalna, przeważnie widywane są do 1200 m n.p.m.). Ich środowiskiem są wilgotne lasy równikowe – tzw. las atlantycki. We wschodnim Paragwaju zamieszkują obszary porośnięte araukarią brazylijską (Araucaria angustifolia) oraz euterpą (Euterpe).

### Pożywienie
Ptaki te żywią się głównie nasionami, m.in. araukarii (Araucaria), zastrzalinów (Podocarpus), eukaliptusów (Eucalyptus) czy Pilocarpus, a także kwiatami i owocami.

### Lęgi
Sezon lęgowy amazonek pąsowych trwa od sierpnia do grudnia. Gniazdują w dziuplach drzew, czasami w szczelinach klifów. Samica składa tam 3–4 jaja, które wysiaduje przez 28 dni. Pisklęta są karmione przez oboje rodziców. Młode opierzają się po 7–9 tygodniach. W niewoli mogą przystąpić do pierwszych lęgów w wieku 2 lat.

## Status i zagrożenia
Międzynarodowa Unia Ochrony Przyrody (IUCN) uznaje amazonkę pąsową za gatunek zagrożony (EN – endangered). Szacuje się, że dzika populacja liczy 1000–2499 dorosłych osobników oraz maleje. Zagrożenie stanowi przede wszystkim wycinanie lasów oraz odłów tych ptaków z przeznaczeniem na handel. W Argentynie brakuje odpowiednich dziupli w drzewach, często są one duże i płytkie, co wiąże się z dużą podatnością na atak drapieżników i ryzykiem zalania podczas burz z ulewnym deszczem. W efekcie sukces lęgowy tych amazonek jest bardzo niski. Gatunek ten często przegrywa z innymi zwierzętami w konkurencji o miejsca gniazdowania w dziuplach. Dodatkowo młode mogą być zabierane przez kłusowników. Amazonki pąsowe bywały też odstrzeliwane jako szkodnik upraw.
Gatunek jest wymieniony w I załączniku konwencji waszyngtońskiej (CITES).